# (38581) 1999 XQ17
1999 XQ17 (asteroide 38581) é um asteroide da cintura principal. Possui uma excentricidade de 0.10100960 e uma inclinação de 12.07745º.
Este asteroide foi descoberto no dia 2 de dezembro de 1999 por LINEAR em Socorro.